# Strobilanthes lawsoni
Strobilanthes lawsoni är en akantusväxtart som beskrevs av James Sykes Gamble. Strobilanthes lawsoni ingår i släktet Strobilanthes och familjen akantusväxter. Inga underarter finns listade i Catalogue of Life.